# Tony Andréani
 (mai 2017).
Tony Andréani, né le 27 février 1935, de parents corses, est un philosophe français.

## Biographie
Licencié de lettres classiques, licencié et agrégé de philosophie (1958), il enseigne, après son service militaire, dans plusieurs lycées (Bayeux, Madrid), avant de devenir assistant, puis maître de conférences à l’Université de Paris X Nanterre, où ses cours portent principalement sur l’épistémologie des sciences humaines et la philosophie politique. Docteur d’État en 1986, il y dirigera pendant quatre ans une équipe de recherches associée au CNRS, fondée par Georges Labica, avant d’être nommé en 1995 professeur au département de sciences politiques de l’Université de Paris VIII, dont il est aujourd’hui professeur émérite.

## Thématiques
Ses premiers écrits s'inscrivent dans le courant phénoménologique, avant qu'il ne s'en éloigne, n'y voyant qu'une nouvelle forme de philosophie spéculative ou interprétative, alors que, selon lui, le rôle de la philosophie est d'être réflexive, à partir de l'état d'avancement des sciences. C'est ainsi qu'il laissera inachevé le manuscrit d'une Philosophie de la méconnaissance, qui devait constituer une thèse d'Etat (sous la direction de Vladimir Jankélévitch).
Ses recherches s’orientent ensuite vers le matérialisme historique de Marx, dont il essaie d’affiner les concepts fondamentaux, tout en les enrichissant des apports de l’histoire et de l’ethnologie, ce qui débouche sur une reconstruction partielle et sur une nouvelle théorie des modes de production, dans deux forts volumes publiés en 1989 (De la société à l’histoire). Il y intègre en particulier des éléments d’anthropologie, issus de la psychologie et de la psychanalyse. Ce travail sera repris, actualisé, et complété dans l'ouvrage Matérialisme historique. Les concepts fondamentaux revisités, paru en 2022. L'auteur y met en avant l'importance de la vigilance épistémologique : " il n'y a aucune raison que la théorie marxiste échappe à l'idéologie dominantes de son temps, depuis Marx, jusqu'à aujourd'hui, et à sa propre idéologisation. Elle sera donc toujours à reprendre à rectifier".
Il publie en 1993 un essai de philosophie politique (Discours sur l’égalité parmi les hommes) qui, partant d’une critique du libéralisme, aborde de nombreuses questions, telles que celles de l’individualisation, de la domination, des classes sociales, de l’État contemporain. La recherche est approfondie dans un autre essai, à forte teneur épistémologique, publié en 2000 (Un être de raison, Critique de l’homo oeconomicus).
Il codirige également deux ouvrages d’épistémologie des sciences humaines.
Ses recherches portent en même temps sur la théorie du socialisme : analyse et critique du système soviétique et d’autres socialismes historiques, étude des « modèles » de socialisme de marché ou avec marché dans la littérature surtout anglo-saxonne et synthèse personnelle, confrontation avec le « socialisme à la chinoise ». Elles débouchent sur la direction d’un livre collectif et sur deux ouvrages (Le socialisme est (à) venir, 2 tomes, et Dix essais sur le socialisme du XXIe siècle). Enfin l’exemple chinois sera scruté et détaillé dans Le « modèle chinois » et nous.
Il a aussi contribué à une quinzaine d’ouvrages collectifs et publié trois Notes de la Fondation Gabriel Péri, ainsi que de nombreux articles de revue dans les champs du marxisme, de l’épistémologie, de la sociologie, de la science politique, de la philosophie politique et de l’étude de la Chine contemporaine.

## Ouvrages
- Les conduites émotives, PUF, 1968[2]
- De la société à l’histoire, t. 1. Les concepts communs à toute société, Éditions Méridiens Klincksieck, 1989  (ISBN 9782865632268)
- De la société à l’histoire, t. 2. Les concepts transhistoriques. Les modes de production, Éditions Méridiens Klincksieck, 1989  (ISBN 2-86563-227-X)
- Discours sur l’égalité parmi les hommes. Penser l’alternative (en collaboration avec Marc Féray), L’Harmattan, 1993  (ISBN 2-7384-2078-8)
- L'entreprise, lieu de nouveaux contrats ? (direction, avec Didier Naud et Jean-François Godeaux), L’Harmattan, 1996.  (ISBN 2-7384-3884-9)
- Structure, système et théorie du sujet (direction, avec Menahem Rosen). L’Harmattan, 1997  (ISBN 2-7384-5907-2)
- Objet des sciences sociales et normes de scientificité (direction, avec Monique Peloille), Éditions L’Harmattan, 1997.  (ISBN 978-2738457615)
- Un être de raison, Critique de l'homo oeconomicus, Syllepse, 2000  (ISBN 2-913-165-11-7)
- Refaire la politique (dir. avec Michel Vakaloulis), Syllepse 2002  (ISBN 2-913165-90-7)
- Le socialisme est (a) venir, t. 1. L’inventaire, Éditions Syllepse, 2001  (ISBN 2-913165-51-6)
- Le socialisme est (a) venir, t. 2. Les possibles, Éditions Syllepse, 2004  (ISBN 2-84797-096-7)
- Le socialisme de marché à la croisée des chemins (direction), Éditions Le temps des cerises, Paris, 2004  (ISBN 2-84109-461-8)
- Les contradictions néo-libérales, Fondation Gabriel Péri, 2006]   (ISBN 2-916374-03-5)
- Dix essais sur le socialisme du XXIe siècle, Le temps des cerises, 2011  (ISBN 978-2841098590)
- Entre public et privé, vers un nouveau secteur socialisé, Fondation Gabriel Péri, 2011  (ISBN 2-916374-39-6)
- Crise européenne : Posologie du fédéralisme, Fondation Gabriel Péri, 2013.  (ISBN 2-916374-60-4)
- Le « modèle chinois » et nous, Éditions L'Harmattan, 2018.  (ISBN 978-2-343-15600-2)
- Matérialisme historique. Les concepts fondamentaux revisités, Éditions l'Harmattan, collection L'Ouverture Philosophique, 2022.  (ISBN 978-2-343-25107-3)
- Ten Essays for a 21st Century Socialism, Routledge, 2024  (ISBN 978-1-032-60554-8)

### Contributions à des ouvrages collectifs
- « Le mode de production domestique », in Étudier Marx, Ed. du CNRS, 1985  (ISBN 2222037611)[3]
- « Echec dans la civilisation », in Les hommes devant l’échec (dir. Jean Lacroix), PUF, 1968.
- « Sur le principe ‘à chacun selon son travail’ in Égalité/inégalité (dir. Alberto Burgio) Ed. Quattro Venti, Urbino, Italie, 1990.
- « Démocratie représentative, démocratie délégative, démocratie directe », in Les paradigmes de la démocratie (dir. J. Bidet), Ed. PUF, 1994.
- « Démocratie d’entreprise et socialisme », in La démocratie difficile, Annales littéraires de l’Université de Besançon, 1994[4].
- « Le management des illusions », in La crise du travail, PUF, 1995.
- « Critique des utopies de la fin du travail », in Données et arguments, no 2, Ed. Syllepse, 1995.
- « Bourdieu au-delà et en deçà de Marx », in Autour de Pierre Bourdieu, Ed. PUF, 1996.
- « Un socialisme pour demain », in Congrès Marx International, Cent ans de marxisme, Ed. PUF, 1996.
- « Rapports sociaux et rapports interindividuels. Un point obscur de la pensée marxienne » in Marx après les marxismes, t. 1, Marx à la question (dir. M. Vakaloulis et J.M. Vincent), Ed. L’Harmattan, 1997.
- « La recomposition du salariat », in Le monde du travail (dir. J. Kergoat), Ed. La découverte, 1998.
- « Planification indicative et choix sociaux, in L’action collective. Coordination, conseil, planification (dir. Robert Damien), Annales de l’Université de Franche-Comté, 1998.
- « Socialisme ou communisme ? » in Le manifeste communiste aujourd’hui, Éditions de l’Atelier, 1998.
- « Le citoyen et le service public local. Une approche politique », in Le service public local, Presses Universitaires de Grenoble, 1998.
- Contribution à "L'appropriation sociale" note de la fondation Copernic, 2001
- « Le socialisme de marché ? Problèmes et modélisations » in Dictionnaire Marx contemporain, Ed. PUF, 2001.
- « Pourquoi Marx revient…ou reviendra », in Marx contemporain (dir. R. Fabre et A. Spire), Ed. Syllepse, 2003.
- « L’insertion dans le marché mondial signifie-t-elle la mort programmée du ‘modèle’ chinois ? in Marchés et démocratie (di. J.C. Delaunay et F. Frédérick, Fondation Gabriel Péri, 2007.
- « Peut-on réformer le capitalisme financiarisé ? » in Marché(s), société(s), histoire et devenir de l’humanité, Actes de la Fondation Gabriel Péri, 2008.
- « La crise pour sortir du capitalisme ? » in Groupons-nous et demain. La crise internationale et les alternatives au capitalisme, Ed. Le temps des cerises, 2010.
- « Un modèle social-démocrate pour la Chine » (avec Rémy Herrera), in La Chine et le monde. Développement et socialisme, Ed. Le temps des cerises, 2013
- "Sur la politique commerciale et étrangère de la chine" in "La Chine sans œillères", Éditions Delga, 2021

### Contributions et articles dans des revues
- Coordination du numéro Nouveaux modèles de socialisme, in revue Actuel Marx, no 14, 2e semestre 1993, et contribution « De l’autogestion au socialisme associatif ».
- Coordination du dossier Chine, in revue La Pensée, no 341, janvier/mars 2005. Introduction « La Chine est-elle encore socialiste ? » et contribution « Retour de Chine : notes semi-politiques ».
- Coordination du dossier Chine : regards croisés, in revue La Pensée, no 373, janvier/mars 2013, Introduction et contribution « Système financier et socialisme de marché ‘à la chinoise’ » (avec Rémy Herrera).
- Nombreux articles dans les revues L’homme et la société (L’Harmattan), Utopie critique, Actuel Marx (PUF), Variations (Syllepse), Nouvelles Fondations (Fondation Gabriel Péri), La revue Commune (Le Temps des Cerises), Business § innovation (P.L.E Peter Lang). La revue du projet, Monthly Review, International Critical Thought (Pékin), Argumentum (Brésil)
- Marxisme et anthropologie in L'homme et la société 1970[5]
- Certains de ces articles sont consultables sur le blog de Tony Andréani.

## Activités éditoriales
Membre du comité de rédaction de la revue La Pensée (Fondation Gabriel Péri), Membre du comité de rédaction de la revue Actuel Marx (PUF), Rédacteur en chef adjoint de la revue International Critical Thought (Académie des sciences sociales, Pékin) : il fut longtemps membre du comité de la rédaction d'Utopie Critique.